# Agathon (diptère)
Genre
Agathon est un genre d'insectes diptères nématocères de la famille des Blephariceridae.

## Liste d'espèces
Selon Catalogue of Life (16 octobre 2018) :
- Agathon arizonica (Alexander, 1958)
- Agathon aylmeri (Garrett, 1923)
- Agathon bilobatoides (Kitakami, 1931)
- Agathon bispinus (Kitakami, 1931)
- Agathon comstocki (Kellogg, 1903)
- Agathon decorilarva (Brodskij, 1954)
- Agathon dismalea (Hogue, 1970)
- Agathon doanei (Kellogg, 1900)
- Agathon elegantulus Roder, 1890
- Agathon eoasiaticus (Brodskij, 1954)
- Agathon ezoensis (Kitakami, 1950)
- Agathon iyaensis (Kitakami, 1931)
- Agathon japonicus (Alexander, 1922)
- Agathon kawamurai (Kitakami, 1950)
- Agathon longispinus (Kitakami, 1931)
- Agathon markii (Garrett, 1925)
- Agathon montanus (Kitakami, 1931)
- Agathon sequoiarum (Alexander, 1952)
- Agathon setosus Zwick & Arefina, 2005

Selon NCBI (16 octobre 2018) :
- Agathon arizonica
- Agathon comstocki
- Agathon dismaleus
- Agathon elegantulus

## Publication originale
- (en) von Röder, 1890 : Zwei neue nordamerikanische Dipteren. Wiener Entomologische Zeitung, vol. 9, n. 1, p. 230-232 (texte intégral [PDF]).